# Nicola Alberto De Carlo

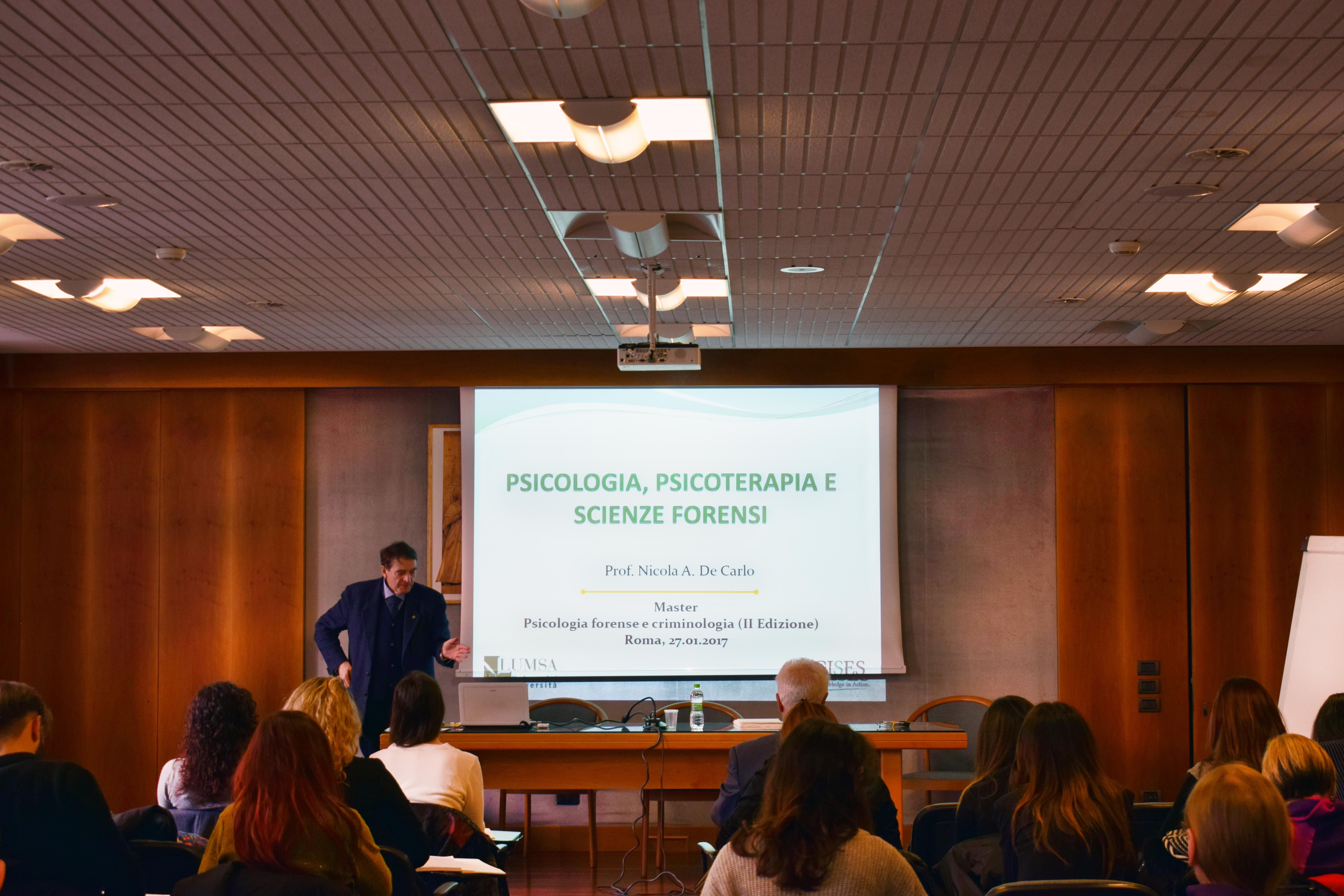
Incontro inaugurale con gli studenti del Master Universitario di II livello in Psicologia Forense e Criminologia

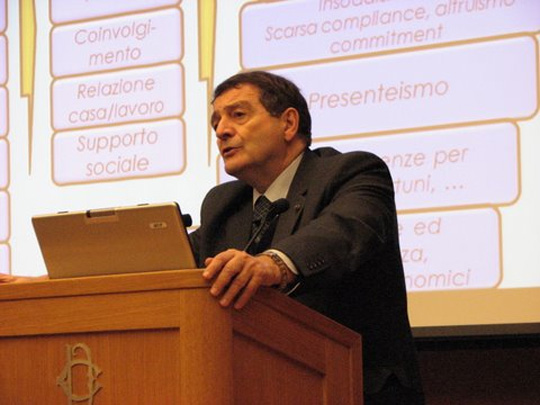
Auditorium della Camera dei Deputati, intervento sulla prevenzione e il contrasto del rischio professionale

Nicola Alberto De Carlo (Brindisi, 17 novembre 1947 – Padova, 23 novembre 2021) è stato uno psicologo e giurista italiano.

## Biografia
Laureato in Giurisprudenza, specializzato in Psicologia con una ricerca teoretica ed empirica sull'effetto deterrente della pena, diplomato in Teologia, si è dedicato costantemente a studi di base in tema di epistemologia, fondamenti del fenomeno religioso, ragioni e significati dell'agire individuale e collettivo e a temi di ordine estetico, etico, sociale e lavorativo.  
Ha svolto attività di studio, ricerca e insegnamento in varie università, fra cui Oxford, Catania e Roma Luiss. 
Ha pubblicato numerosi studi empirici e sperimentali, per lo più in combinazioni di metodi, su aspetti relazionali, psicofisici, motivazionali e comportamentali.
Ha fatto parte del Collegio Docenti del Dottorato di Ricerca in Scienze dell’Economia Civile dell'Università Lumsa di Roma. È stato componente del Comitato direttivo del Master in Risorse Umane dell'Università di Padova e del direttivo del Master in Criminologia Applicata e Psicologia Forense dell'Università Lumsa di Roma. Managing Editor del giornale scientifico TPM - Testing, Psychometrics, Methodology in Applied Psychology, ha svolto attività di ricerca e formazione presso PSIOP - Scuola di Psicoterapia, da lui fondata.
Nell'ambito della gestione delle risorse umane, del management, della prevenzione e sicurezza nel lavoro, ha collaborato con vari enti, fra cui: ABI - Associazione Bancaria Italiana, ALER - Milano, CEMISS - Centro Militare di Studi Strategici, Centro Studi Antoniani, Centro Studi Nazionale CISL, FrancoAngeli Editore, Guardia di Finanza, IF - Informazione&Fiducia, Lega Navale Italiana, Ordine Ospedaliero Fatebenefratelli, aziende e strutture del Sistema Sanitario Nazionale.
Iscritto all’Albo degli Psicologi, all'elenco degli Psicoterapeuti e all'Albo dei Giornalisti in qualità di Pubblicista. Nel 2004 è stato nominato Cavaliere dell’Ordine al Merito della Repubblica Italiana.
Ha presieduto l'Associazione "Corsia del Santo - Placido Cortese", della quale è fra i soci fondatori, dedicata al martire della fede e della resistenza Padre Placido Cortese.

## Studi
Ha condotto studi sia teoretici che applicativi in diversi ambiti di ricerca e professionali: etica, cambiamento, razionale e irrazionale nelle azioni; responsabilità individuale e collettiva; danno alla persona e all'impresa; valutazione del benessere e del disagio per il singolo e nelle organizzazioni; miglioramento delle performance e della qualità; valorizzazione delle competenze; metodiche della comunicazione.

## Opere
È autore o curatore, da solo o in collaborazione con altri, di oltre 300 pubblicazioni fra le quali:
- Distinct CCL, CCL5, CCL11 CCl27, IL 17, Il6, BDNF serum profiles correlate to different job-stress outcomes. Neurobiology of stress, 8, 829, doi: 10.1016-j/j.ynstr.2018.02.002
- Etica e mondo del lavoro. Organizzazioni positive, azione, responsabilità, Milano, FrancoAngeli, 2017 ISBN 978-88-204-1422-1 (coautore)
- Etica e mondo del lavoro. Razionalità, modelli, buone prassi, Milano, FrancoAngeli, 2016. ISBN 978-88-917-2814-2 (coautore)
- “To be rather than to seem”. The impact of supervisor’s and personal responsibility on work engagement, job performance, and job satisfaction in a positive healthcare organization., 2016 TPM - Testing, Psychometrics, Methodology in Applied Psychology 23(4), 561-580. DOI: 10.4473/TPM23.4.9
- Regulatory mode orientations and well-being in an organizational setting: The differential mediating roles of workaholism and work engagement. Journal of Applied Social Psychology, 4(11), 2004, pp. 725-738. DOI:10.1111/jasp.12263
- Stress, benessere organizzativo e performance. Valutazione & Intervento per l’Azienda Positiva, Milano, FrancoAngeli, 2013 ISBN 978-88-568-3412-3
- Metodologia dell'azione, TPM Edizioni, 2013. ISBN 978-88-97598-09-1. DOI:10.4473/TPMed.12.2013
- Prevenire lo stress lavoro-correlato, Milano, FrancoAngeli, 2013 . ISBN 978-88-204-0507-6
- Nuovi codici del lavoro. Contributi per la salute e il benessere nelle organizzazioni, TPM Edizioni, 2012. ISBN 978-88-97598-05-3. DOI:10.4473/TPMed.10.2012. (co-curatore)
- Stress lavoro correlato e gestione organizzativa nel settore bancario, Roma, Bancaria Editrice, 2011 ISBN 978-88-449-0875-1 (co-curatore)
- Giustizia al bivio, Milano, FrancoAngeli, 2009 ISBN 978-88-464-9507-5
- Volontà & sogno. Le vie del progresso, del mercato, della comunicazione. In AA.VV., Arte Altrove, (pp. 11-15), Padova, Antenore, 2009
- Nuovi codici del lavoro. Benessere organizzativo e qualità, Padova-Roma, TPM-CISL Funzione Pubblica, 2009
- Il carisma al servizio della salute, Milano, FrancoAngeli, 2006  ISBN 978-88-464-7526-8 (co-curatore)
- Teorie & strumenti per lo psicologo del lavoro e delle organizzazioni, Milano, FrancoAngeli, 2009  Volumi I, II, III, IV, ISBN 978-88-464-3723-5, ISBN 978-88-464-3722-8, ISBN 978-88-464-5192-7, ISBN 978-88-464-5191-0
- Non solo lavoro: creatività ed innovazione. Atti del Convegno Flessibilità, Qualità della Formazione, Pari Opportunità: il Contributo della Psicologia del Lavoro. 3º Seminario di Psicologia del Lavoro, Siracusa, 2002
- Primi risultati di un’indagine empirica sull’impatto dell’informatizzazione degli uffici giudiziari, conseguenze organizzative e prospettive di formazione. - Atti dell’Incontro sull’Informatizzazione degli Uffici Giudiziari del Veneto e Friuli Venezia Giulia, Padova, 2002
- Le imprese cercano. Guida al lavoro per i giovani in un mondo che cambia. Con un questionario di autovalutazione degli interessi professionali, Milano, FrancoAngeli, 2001 ISBN 978-88-464-3086-1
- Padova-Chioggia: trasporti, viabilità, sviluppo socio-economico, Milano, FrancoAngeli, 1999 ISBN 978-88-464-1416-8
- La selezione del personale di vendita, Milano, FrancoAngeli, 1999 ISBN 978-88-464-1267-6
- Ottimizzazione della selezione del personale - Metodi e modelli di selezione e organizzazione nelle forze armate italiane. Roma: Centro Militare di Studi Strategici, Rivista Militare, 1994
- Intelligence games, London, New York e Sydney, Macdonald, 1987. ISBN 0-356-14736-3
- Motives and Mechanisms, London e New York, Methuen, 985 ISBN 1-138-94776-8 (coautore)
- Psychological games, London, New York e Sydney, Macdonald, 1984 ISBN 0-356-10516-4
- Giochi psicologici, Milano, Mondadori, 1984. ISBN 8804228784
- Religione oggi. Elementi per l'indagine empirica del fenomeno religioso, Brescia, Morcelliana, 1982 (curatore)
- Epistemologia e metodica della ricerca in psicologia, Padova, Liviana, 1981 (coautore)